# Vimodrone
Vimodrone település Olaszországban, Lombardia régióban, Milánó megyében. Lakosainak száma 16 741 fő (2023. január 1.). Vimodrone Cernusco sul Naviglio, Milánó, Pioltello, Cologno Monzese és Segrate községekkel határos.

## Népesség
A település lakossága az elmúlt években az alábbi módon változott:
| Lakosok száma | 17 126 | 17 004 | 17 016 | 16 741 |
|               | 2013   | 2017   | 2018   | 2023   |